# Slot van Well

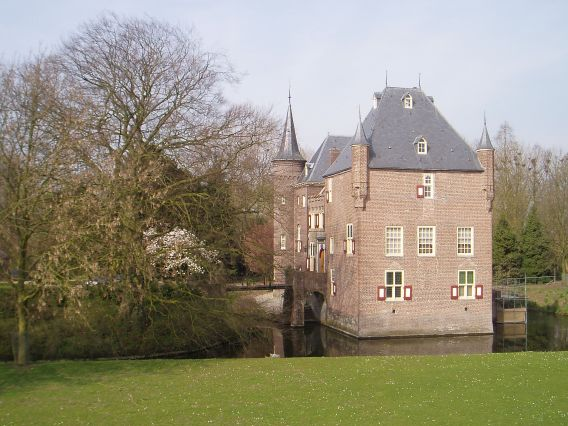
Slot van Well vanaf de Maasdijk

Het Slot van Well of Huis van Malsen is een waterburcht van het dorp Well, in de gemeente Maasdriel in de Nederlandse provincie Gelderland. Het slot, dat in privébezit is, ligt aan de binnenkant van de dijk langs de Maas; de Meersloot komt uit in de gracht.

## Geschiedenis
Het slot Well stamt waarschijnlijk uit de 14e eeuw met de aanleg van een woontoren in deze tijd. De muren van deze toren en de aanbouw waarin zich de ingang bevindt hebben een dikte van ongeveer een meter. Er is weinig bekend over de bewoners van dit kasteel. In het rampjaar 1672 raakte het kasteel zwaar beschadigd door Franse troepen.  In de 19e eeuw werd de ronde hoektoren aangebouwd. In 1884 werd het kasteel uitgebreid met een nieuwe voorbouw voorzien van kantelen. In 1934 werd ten slotte een valbrug en poortgebouw aan het huis toegevoegd. Op de brug staan wapens van Ammerzoden en Gelre.